# Vorohta
Vorohta (în ucr. Ворохта, în poloneză Worochta) este o stațiune montană în raionul Iaremcea din regiunea Ivano-Frankovsk, Ucraina. Orașul este situat pe râul Prut, în Carpații Pocuției. Are cca 4 mii de locuitori. Vorohta este una din cele mai importante stațiuni de ski din Ucraina. Pe teritoriul orașului se află vârful Hovârla, cel mai înalt munte din Ucraina.

## Demografie
Componența lingvistică a așezării de tip urban Vorohta
     Ucraineană (98,81%)
     Rusă (1,03%)
     Alte limbi (0,13%)
Conform recensământului din 2001, majoritatea populației așezării de tip urban Vorohta era vorbitoare de ucraineană (98,81%), existând în minoritate și vorbitori de rusă (1,03%).